# تمثيل مرئي (رسوميات)

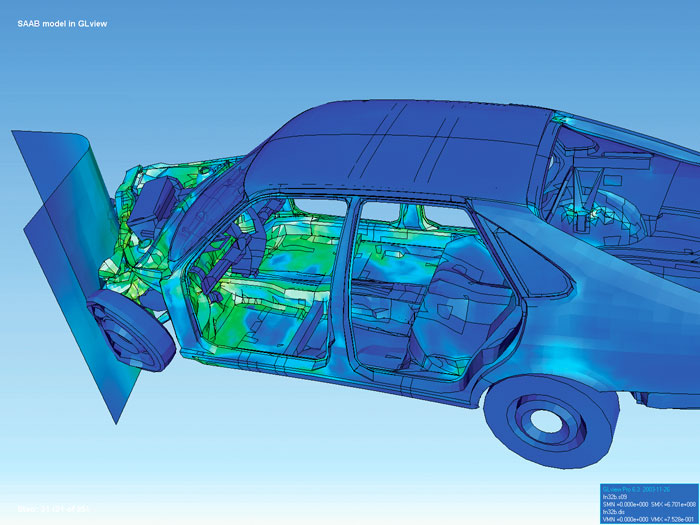
تمثيل مرئي لكيفية تشوه السيارة في حادث تصادم غير متماثل باستخدام تحليل العناصر المحدودة.

الإظهار المرئي أو العرض المرئي أو التمثيل المرئي هو أي تقنية لإنشاء صور أو رسوم توضيحية أو رسوم متحركة لتوصيل رسالة، كان التمثيل المرئي من خلال الصور المرئية طريقة فعالة لتوصيل الأفكار المجردة والملموسة من بداية فجر الإنسانية. وتشمل هذه الأمثلة من التاريخ مثل لوحات الكهوف، الهيروغريفية المصرية، والهندسة اليونانية، والأساليب الثورية لليوناردو دافينشي للرسم الفني للأغراض الهندسية والعلمية.
التمثيل المرئي في يومنا هذا لديه تطبيقات متزايدة بإستمرار في مجالات العلوم والتعليم والهندسة (مثال: تمثيل مرئي لمنتج)، والوسائل المتعددة والطب، وما إلى ذلك. تطبيق التمثيل المرئي هو في نطاق رسوميات الحاسوب، قد يكون إختراع رسوميات الحاسوب أهم تطور في التمثيل المرئي منذ إختراع منظور مركزي في عصر النهضة. ساعد تطوير الرسوم المتحركة أيضًا على تقدم التمثيل المرئي.

## نظرة عامة

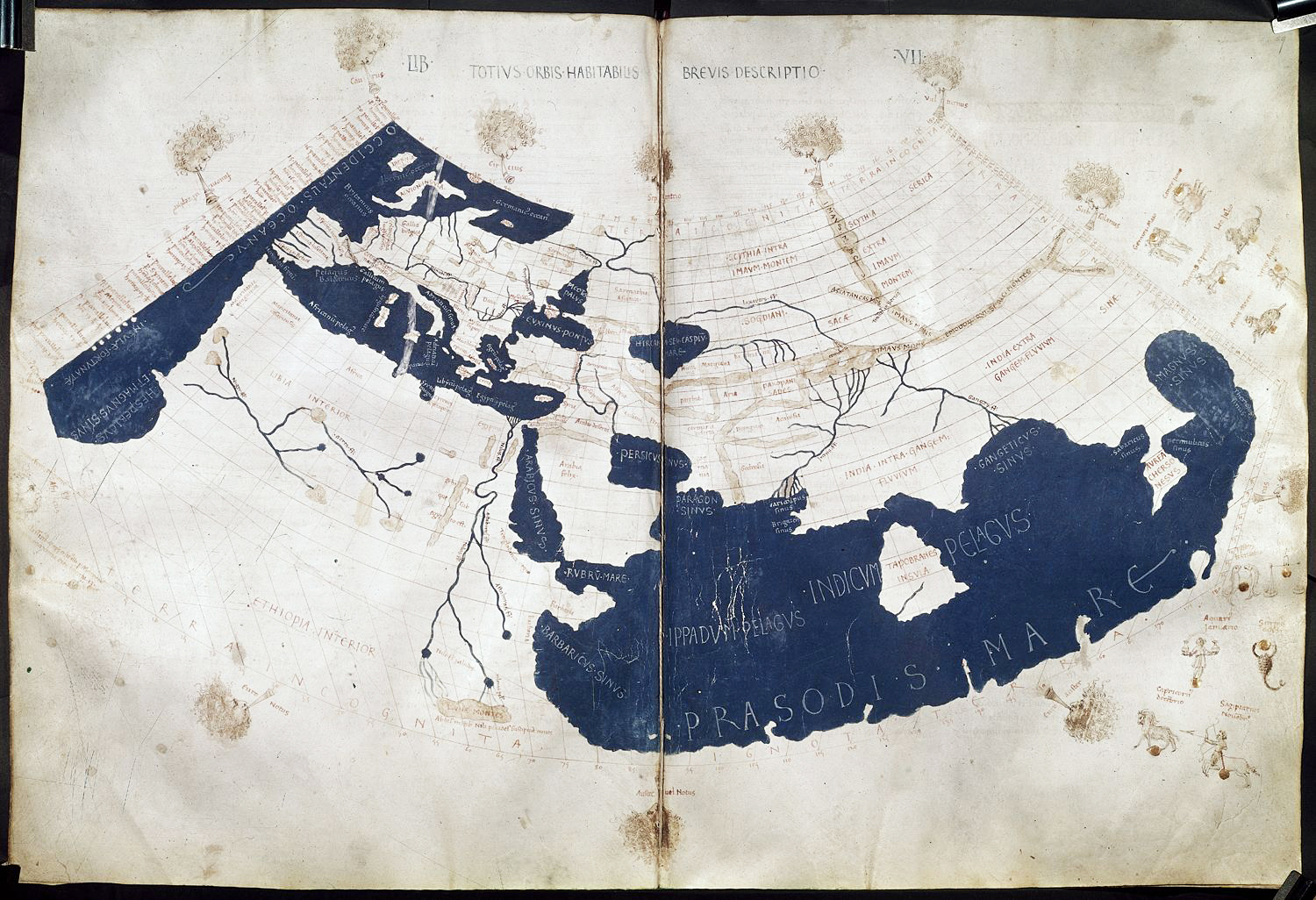
خريطة العالم لبطليموس، أعيد تشكيلها من جغرافيا بطليموس (حوالي 150) ، تشير إلى دول " سيريكا " و "سيناء" (الصين) في أقصى اليمين، خارج جزيرة «تابروبان» (سريلانكا، كبيرة الحجم) و «أوريا تشيرسونيسوس»(شبه جزيرة جنوب شرق آسيا).

معلومات تشارلز مينارد عن مسيرة نابليون

إن استخدام التمثيل المرئي لتقديم المعلومات ليست ظاهرة جديدة، بل تم إستخدامه في الخرائط والرسومات العلمية ومخططات البيانات لمدة تتجاوز الألف عام وتشمل الأمثلة على رسم الخرائط: الجغرافيا لبطليموس (في القرن الثاني الميلادي)، وخريطة الصين (1137 ميلادي)، وخريطة مينارد (1861) لغزو نابليون لروسيا منذ قرن ونصف. معظم المفاهيم المستفادة في ابتكار هذه الصور تنتقل بطريقة مباشرة إلى تصور الحاسوب. كتب إدوارد توفتي ثلاثة كتب حازت على استحسان النقاد تشرح العديد من هذه المبادئ. وبعض الأمثلة الأكثر تداولا للمرئيات العلمية.
تم استخدام رسوميات الحاسوب منذ بدايتها لدراسة المشاكل العلمية ومع ذلك غالبا ما كان هنالك نقص في طاقة الرسومات والرسوميات يحد من فائدتها في أيامها الأولى، بدأ التركيز الأخير على التمثيل المرئي في عام 1987 مع نشر التمثيل مرئي في علوم الحاسوب، وهو مسألة خاصة من رسوميات الحاسوب، ومنذ ذلك الحين كانت هنالك العديد من المؤتمرات ورش العمل وكانت برعاية مشتركة من قبل ( IEEE) لمجتمع الحاسوب وACM SIGGRAPH المخصص للموضوع الأساسي، والمجالات الخاصة في هذا النطاق، على سبيل المثال التمثيل المرئي للحجم.
أغلبية الناس على دراية بالرسوم المتحركة الرقمية التي تم إنتاجها لتقديم علم الأرصاد الجوية خلال تقارير الطقس على شاشة التلفاز، وعلى الرغم من أن هنالك القليل يمكنهم التمييز بين نماذج الواقع هذه وصور الأقمار الصناعية التي يتم عرضها أيضا في مثل هذه البرامج، يقدم التلفزيون أيضا تصورات علمية عندما يعرض عمليات كمبيوتر رسومية ومتحركة لحوادث الطرق أو الطائرات وبعض أكثر الأمثلة شيوعا للمرئيات العلمية هي الصور المنشأة بواسطة جهاز الحاسوب والتي تظهر المركبات الفضائية الحقيقية أثناء العمل، أو في الفراغ بعيدا عن الأرض وأيضا على الكواكب الأخرى، الأشكال الديناميكية للتصور، مثل الرسوم المتحركة التعليمية أو الجداول الزمنية، يكون لديها القدرة على تعزيز التعلم حول الأنظمة التي تتغير بمرور الوقت.
إلى جانب التفرقة ما بين التمثيل المرئي التفاعلي والرسوم المتحركة، فأكثر تصنيف مفيد قد يكون ما بين التصورات العلمية المجردة والنموذجية، تظهر التصورات المجردة بنيات تصورية كاملة في 2D أو 3D. هذه الأشكال المتولدة تعسفية تمامًا. تضع التصورات القائمة على النموذج إما تراكبات البيانات على صور واقعية أو رقمية مركبة للواقع أو تصنع بنية رقمية لكائن حقيقي مباشرة من البيانات العلمية.
عادةً ما يتم إجراء التمثيل المرئي العلمي باستخدام برامج متخصصة، على الرغم من وجود بعض الاستثناءات، كما هو موضح أدناه. تم إصدار بعض هذه البرامج المتخصصة كبرمجيات مفتوحة المصدر، ولها أصولها في كثير من الأحيان في الجامعات، ضمن بيئة أكاديمية حيث من الشائع مشاركة أدوات البرامج ومنح الوصول إلى شفرة المصدر. هناك أيضًا العديد من حزم البرامج الاحتكارية لأدوات التصور العلمي.
تـشـمل نمـاذج وإطار العمل لبناء تمثيل مرئي يتضمن نماذج تنقل المعطيات التي تشتهر بها نظم مثل AVS و IRIS Explorer وأيضا مجموعة أدوات VTK ونماذج لحالة البيانات في أنظمة جداول البيانات مثل جدول البيانات للتمثيل المرئي وأيضا جدول البيانات للصور

## التطبيقات

### التمثيل المرئي العلمي

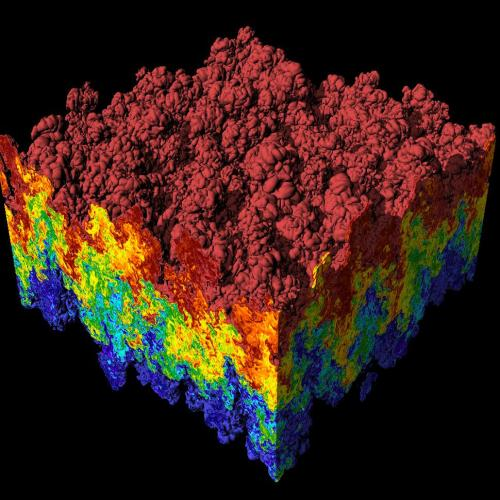
محاكاة عدم استقرار راليه تايلور الناجم عن اثنين من سوائل الخلط

كموضوع يختص في علم الحاسوب، التمثيل المرئي العلمي هو استخدام لتمثيلات حسية تفاعلية، وبالعادة بصرية، للبيانات المستخرجة لتعزيز الإدراك، وبناء الفرضيات والمنطق، وأيضا التمثيل المرئي للبيانات هو فئة فرعية ذات صلة بالتمثيل المرئي يتعامل مع الرسومات الإحصائية والبيانات الجغرافية والمكانية (على مثال رسم الخرائط المواضيعية ) التي يتم تلخيصها في شكل تخطيطي.
التمثيل المرئي العلمي هو تحويل أو إنتقاء أو تمثيل للبيانات من محاكاة وتجارب، مع بنية هندسية ضمنية أو صريحة، لتسمح بإستكشاف البيانات وتحليلها وفهمها، حيث يركز التمثيل المرئي العلمي ويؤكد على تمثيل البيانات ذات الترتيب الأعلى باستخدام تقنيات الرسوم المتحركة والجرافيكية في المقام الأول.
إنه جزء مهم جدا في التمثيل المرئي وربما يكون الجزء الأول، لأن التمثيل المرئي للتجارب والظواهر قد يكون قديم كقدم العلم نفسه، فالمجلات التقليدية للتمثيل المرئي العلمي هي التمثيل للتدفق، والتمثيل الطبي، وأيضا التمثيل الفزيائي الفلكي، والتمثيل الكيميائي، وهنالك العديد من التقنيات المختلفة للتمثيل المرئي للبيانات العلمية، مع إعادة بناء السطح المتساوي الأضلاع وجعل الحجم المباشر أكثر شيوعا.

### التمثيل المرئي التعليمي
يستعمل التمثيل المرئي التعليمي محاكاة لإنشاء صورة لشيء ما بحيث يسهل تعليمه، ويكون مفيدا جدا عند التدريس حول موضوع يصعب رؤيته بغير ذلك، على سبيل المثال: التركيب الذري، لأن الذرات يكون حجمها صغير جدا بحيث لا يمكن دراستها بسهولة دون تكلفة وصعوبة استخدام المعدات العلمية.

### التمثيلالمرئي للمعلومات

استخدام نسبي لمتوسط لـ IPv4

يركز التمثيل المرئي للمعلومات على استخدام الأدوات المدعومة من قبل الحاسوب لإستكشاف كمية كبيرة من البيانات المجردة، حيث تم إنشاء مصطلح «التمثيل المرئي للمعلومات» في الأصل من قبل مجموعة أبحاث واجهة المستخدم في Xerox PARC وتتضمن العالم جوك جي ماكينالي، فيتضمن التطبيق العملي لتمثيل المعلومات في برامج الحاسوب اختيار البيانات المجردة وتحويلها وتمثيلها في شكل يسهل التفاعل البشري من أجل الإستكشاف والفهم، حيث أن الجوانب المهمة للتمثيل المرئي للمعلومات هي ديناميات التمثيل البصري والتفاعل، التي قد تكون تقنيات قوية تمكن المستخدم من تعديل التمثيل المرئي في الوقت الحقيقي، وبالتالي توفير تحسيد مرئي لا مثيل له للأنماط والعلاقات الهيكلية في البيانات المعنية المجردة.

### التمثيل المرئي للمعرفة
يهدف استخدام التمثيلات المرئية لنقل المعرفة بين شخصين على الأقل إلى تحسين نقل المعرفة باستخدام أساليب التمثيل المرئي الحاسوبي والذي هو غير المستند إلى الحاسوب بشكل كامل  ، حيث إن التمثيل المصمم بشكل صحيح هو جزء مهم ليس فقط من تحليل البيانات ولكن من عملية نقل المعرفة أيضا، قد يتم تحسين نقل المعرفة كثيرًا من خلال استخدام التصاميم المختلطة لأنه يعزز كثافة المعلومات ولكنه قد يقلل أيضا من الوضوح، على سبيل المثال، يمكن تنفيذ التمثيل المرئي للمجال الحجمي ثلاثي الأبعاد باستخدام الأسطح المتساوية لتوزيع المجال والقوام لتدرج المجال  ، ومن الأمثل على هذه التنسيقات المرئية: الرسومات والمخططات والصور والأشياء المرئية التفاعلية وتطبيقات التمثيل المرئي للمعلومات والمرئيات التخيلية كما القصص، بينما يركز التمثيل المرئي المعلوماتي على استخدام الأدوات المدعومة بالحاسوب لإشتقاق رؤى جديدة، حيث يركز التمثيل المرئي للمعرفة على نقل الرؤى وخلق معرفة جديدة في مجموعات، إضافة إلى مجرد نقل الحقائق، يهدف التمثيل المرئي المعرفي إلى نقل الأفكار والخبرات والمواقف والقيم والتوقعات والمنظور والآراء والتوقعات باستخدام تمثيلات تكميلية مختلفة، انظر إلى: قاموس الصور، القاموس المرئي .

### التمثيل المرئي للمنتجات
يشمل التمثيل المرئي للمنتجات تقنية برمجيات التمثيل لعرض ومعالجة النماذج ثلاثية الأبعاد والرسم الفني والوثائق الأخرى ذات الصلة للمكونات المصنعة والتجميعات الكبيرة للمنتجات، وهو جزء أساسي من إدارة دورة حياة المنتج، عادة ما يوفر برنامج التمثيل للمنتج مستويات عالية من الواقعية، بحيث يمكن عرض المنتج قبل تصنيعه بالفعل، وهذا يدعم وظائف تتراوح من التصميم والأناقة إلى المبيعات والتسويق
التمثيل الفني هو هو جانب مهم من تطوير المنتج، في الأصل يتم عمل الرسومات الصناعية يدويا، ولكن مع ظهور رسومات الحاسوب المتقدمة، تم استبدال لوحة الرسم بتصميم بمساعدة الحاسوب (CAD)، تتميز رسومات ونماذج CAD بالعديد من المزايا مقارنة بالرسومات اليدوية مثل إمكانية النماذج ثلاثية الأبعاد والنماذج الأولية السريعة والمحاكاة، يعد عرض المنتجات ثلاثية الأبعاد بتجارب أكثر تفاعلية للمتسوقين عبر الإنترنت، ولكنه يتحدى أيضا تجار التجزئة للتغلب على العقبات في إنتاج المحتوى ثلاثي الأبعاد، حيث أن إنتاج من المحتوى ثلاثي الأبعاد على نطاق واسع يمكن أن يكون مكلفا للغاية ويستغرق وقتا طويلا.

### التواصل المرئي
التواصل المرئي هو وسيلة لتوصيل الأفكار من خلال عرض مرئي للمعلومات، حيث ترتبط في المقام الأول بصور ثنائية الأبعاد، وتتضمن: الأبجدية الرقمية والفن والإشارات و الموارد الإلكترونية، حيث تركز الأبحاث الحديثة في هذا المجال على تصميم الويب وقابلية الإستخدام الموجهة بيانيا.

### تحليل مرئي
تركز التحليلات المرئية على التفاعل البشري مع أنظمة التمثيل كجزء من عملية أكبر لتحليل البيانات، حيث يتم تعريف التحليلات المرئية على أنها «علم المنطق التحليلي الذي تدعمه الواجهة البصرية التفاعلية».
يعتبر تركيزه على خطاب المعلومات البشرية (التفاعلات) داخل مساحات المعلومات الضخمة والمتغيرة ديناميكيا، حيث يركز بحث التحليلات المرئية على دعم العمليات الإدراكية والمعرفية التي تمكن المستخدمين من اكتشاف ما هو متوقع وإكتشاف ما هو غير متوقع في مساحات المعلومات المعقدة.
التقنيات الناتجة عن التحليلات المرئية تجد تطبيقها في جميع المجالات تقريبا، ولكنها مدفوعة بالاحتياجات الحرجة (والتمويل) في علم الأحياء والأمن القومي.

## روابط خارجية
- المعهد الوطني للمعايير والتكنولوجيا
- دروس التصور العلمي، جورجيا للتكنولوجيا
- استوديو التصور العلمي (ناسا)
- Visual-literacy.org ، (مثل الجدول الدوري لطرق التصور)